# Armando Palacio Valdés (escultura)
L'escultura urbana coneguda pel nom Armando Palacio Valdés, ubicada a el Campo de San Francisco, a la ciutat d'Oviedo, Principat d'Astúries, Espanya, és una de les més d'un centenar que adornen els carrers de l'esmentada ciutat espanyola.
El paisatge urbà d'aquesta ciutat, es veu adornat per obres escultòriques, generalment monuments commemoratius dedicats a personatges d'especial rellevància en un primer moment, i més purament artístiques des de finals del segle xx.
L'escultura, feta de bronze el bust, de pedra el pedestal, és obra de Gerardo Zaragoza, i està datada 1953.
L'obra es va inaugurar l'any 1953 perquè se celebrava el centenari del naixement del literat asturià Armando Palacio Valdés, i que havia estat nomenat Fill Adoptiu d'Oviedo per l'Ajuntament d'Oviedo en 1926.
Es tracta d'un bust, que va canviar la seva ubicació inicial, per petició de la Unió de Comerciants, que va ser aprovada per un acord a l'Ajuntament el 26 de novembre de 1985; que era el Campo de San Francisco, a Oviedo, per un jardinet situat al carrer del mateix nom (Carrer Armando Palacio Valdés). Malgrat això, va tornar més tard al seu emplaçament original, el Campo de San Francisco d'Oviedo. Al pedestal que sosté el bust de l'escriptor i crític literari es pot llegir: «AL / INSIGNE NOVELISTA / ARMANDO / PALACIO VALDÉS / HIJO ADOPTIVO / DE ESTA CIUDAD / EL / EXCMO. AYUNTAMIENTO / DE / OVIEDO / EN EL / PRIMER CENTENARIO / DE SU NACIMIENTO / 1853 - 1953».